# Mózes hadművelet

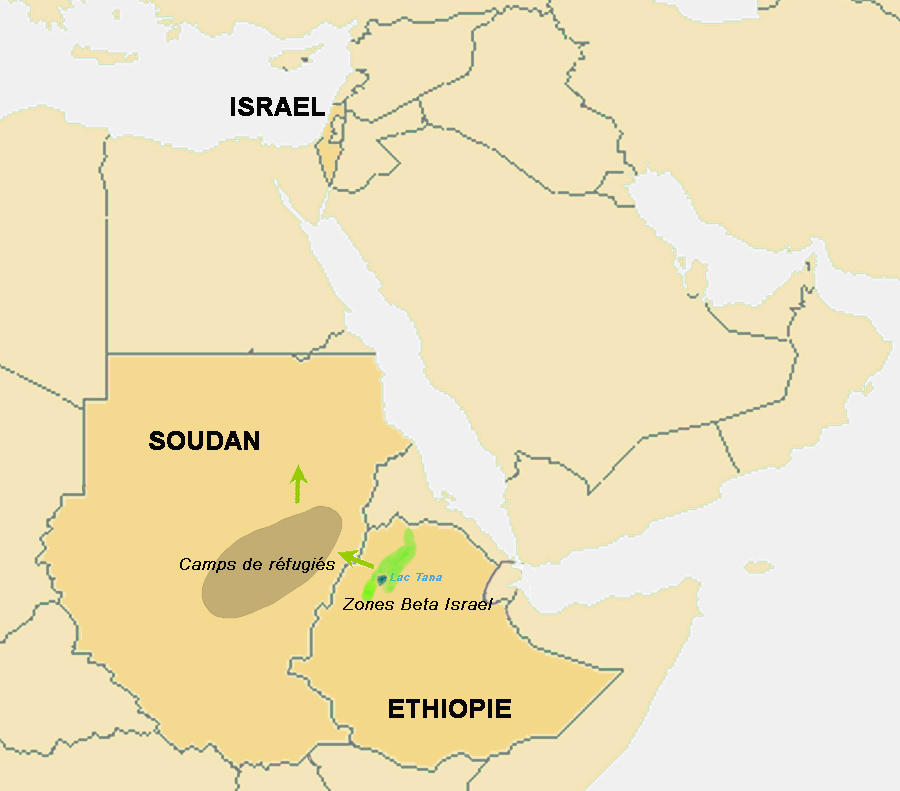
A falasák kimenekítésének vázlata

A „Mózes” hadművelet (héberül: מבצע משה, Mivtza Moshe), a bibliai Mózes után elnevezve, az etiópiai zsidók (más néven a „Beta Israel” közösség vagy falasák) titkos elszállítása volt Szudánból az 1984-es éhínség idején. A hadművelet az Izraeli Védelmi Erők, a Központi Hírszerző Ügynökség (CIA), a kartúmi amerikai nagykövetség, zsoldosok és a szudáni biztonsági erők közötti együttműködés volt.

## Történet
Az 1984. november 21-én kezdődő és 1985. január 5-én végződő művelet során körülbelül 8000 etiópiai zsidót szállítottak Szudánból közvetlenül Izraelbe. A Beta Israel több ezer tagja menekült gyalog Etiópiából szudáni menekülttáborokba. Becslések szerint akár 4000-en is lehettek a vándorlás során, akik közülük meghaltak. Szudán titokban megengedte Izraelnek a menekültek evakuálását, azonban miután a történet megjelent a médiában, az arab államok nyomást gyakoroltak Szudánra, hogy állítsák le a légi evakuációt. Körülbelül ezer etiópiai zsidó maradt hátra, legtöbbjüket az amerikaiak által vezetett Józsué-hadműveletben mentették ki. Több mint ezer gyerek lett elszakítva a családjától, akiknek szülei Afrikában maradtak, amíg a Salamon-hadművelet be nem teljesítette az etiópiai zsidók átköltöztetését.
E hadművelet témájául szolgált a Élj és boldogulj című, Radu Mihăileanu rendezte izraeli-francia filmnek. A film egy etiópiai keresztény gyerekről szól, akit az anyja zsidónak állít be, hogy Izraelbe emigrálhasson a zsidókkal és megmeneküljön az Etiópiában pusztító éhínség elől. A film 2005-ben megnyerte a legjobb film díját a Koppenhágai nemzetközi filmfesztiválon.

## Fordítás
- Ez a szócikk részben vagy egészben  az   Operation Moses című angol Wikipédia-szócikk ezen változatának fordításán alapul.  Az eredeti cikk szerkesztőit annak laptörténete sorolja fel. Ez a jelzés csupán a megfogalmazás eredetét és a szerzői jogokat jelzi, nem szolgál a cikkben szereplő információk forrásmegjelöléseként.